# De kämpade för sitt land
De kämpade för sitt land (ryska: Они сражались за Родину, Oni srazjalis za Rodinu) är en sovjetisk film från 1975 i regi av Sergej Bondartjuk, efter romanen De kämpade för fosterlandet av Michail Sjolochov. Filmen är en krigsdrama som utspelar sig i Donstäpperna under andra världskriget.

## Handling
Juli 1942. Sovjetiska soldater retirerar under trycket av framryckande tyska trupper till Stalingrad. Ett litet förband får order att hålla tillbaka fienden tills andra förband korsar Don.

## Rollista
- Vasilij Sjuksjin – Pjotr Lopahin
- Vjatjeslav Tichonov – Nikolaj Streltsov
- Jurij Nikulin – menig Nekrasov
- Nonna Mordjukova – Natalja Stepanova
- Innokentij Smoktunovskij – kirurg
- Sergej Bondartjuk – menig Ivan Zvjagintsev
- Ivan Lapikov – fanjunkare Popristjenko
- Nikolaj Gubenko – löjtnant Golostjokov